# Tommy Potter
Tommy Potter (Philadelphia, 1918. szeptember 21. – Philadelphia, 1988. március 1. vagy 1988. március 15.) amerikai nagybőgős. Főleg a dzsessz bebop korszakában tevékenykedett.

## Pályafutás
Potter 1947-50 között Charlie Parker kvintettjének tagja volt Miles Davisszel, Duke Jordannel és Max Roach-al. Önálló szólistaként csak néha szerepelt, pl.: a Metronome Records és az East West Records két előadásán zenekarvezetőként szerepelt Stockholmban.
A zongorázás és a gitározás megtanulása után a nagybőgőre elég későn váltott, így viszont megőrizte a hangszeren a swingből kölcsönzött konvencionális stílust, amely azonban jól alkalmazkodott a gyakran alkalmazott a nagyon gyors tempókhoz is. Mielőtt csatlakozott volna Parkerez, Potter játszott John Malachival, Trummy Younggal, Billy Eckstine-nel, John Hardee-val és Max Roach-al.
A bebop éveiben harsány Potter gyakran dolgozott stúdiózenészként különböző összeállításoknban, köztük Bud Powell, Fats Navarro és Wardell Gray együtteseivel. Az 1950-es években és az 1960-as évek első felében továbbra is keresett bőgős volt, zenésztársai közül érdemes Stan Getzcet, Miles Davist és Sonny Rollinst említeni.
Potter számos együttes tagja volt, köztük Count Basie, Earl Hines, Eddie Heywood, Bud Powell, Tyree Glenn, Harry Edison, Buck Clayton és Charles Lloyd együttesének.
Amikor játékstílusa már nemigen alkalmazkodott a korhoz, fokozatosan kivonult az aktív zenei életből.

## Albumok
- 1956: Tommy Potter's Hard Funk
- 2007: Hard Funk in Sweden Jazz Connections